# Nazionale maschile under 21 di baseball della Germania
La nazionale maschile under 21 di baseball tedesca rappresenta la Germania nelle competizioni internazionali di età non superiore ai ventuno anni.

## Piazzamenti

### Europei
- 2008 :  1°